# Кафеклуббен
Острів Кафеклуббен або Кавового клубу (дан. Kaffeklubben Ø; гренл. Inuit Qeqertaat) — маленький острів на північному кінці Ґренландії. На ньому розташована найпівнічніша точка суходолу.

## Опис
Острів Кафеклуббен розташований за 713,5 км від географічного Північного полюсу. Відносно Ґренландії він розташований на північ від фіорда Фредеріка Гайда (англ. Frederick E. Hyde Fjord), ~37 км на схід від мису Морріс-Джесуп (найпівнічніша точка Ґренландії) та стільки ж на захід від мису Бріджман, трохи на схід від центральної точки північного узбережжя Ґренландії. Його розміри приблизно 700 метрів у довжину та максимум ~300 метрів у ширину. Найвища його точка — всього 30 метрів над рівнем моря.

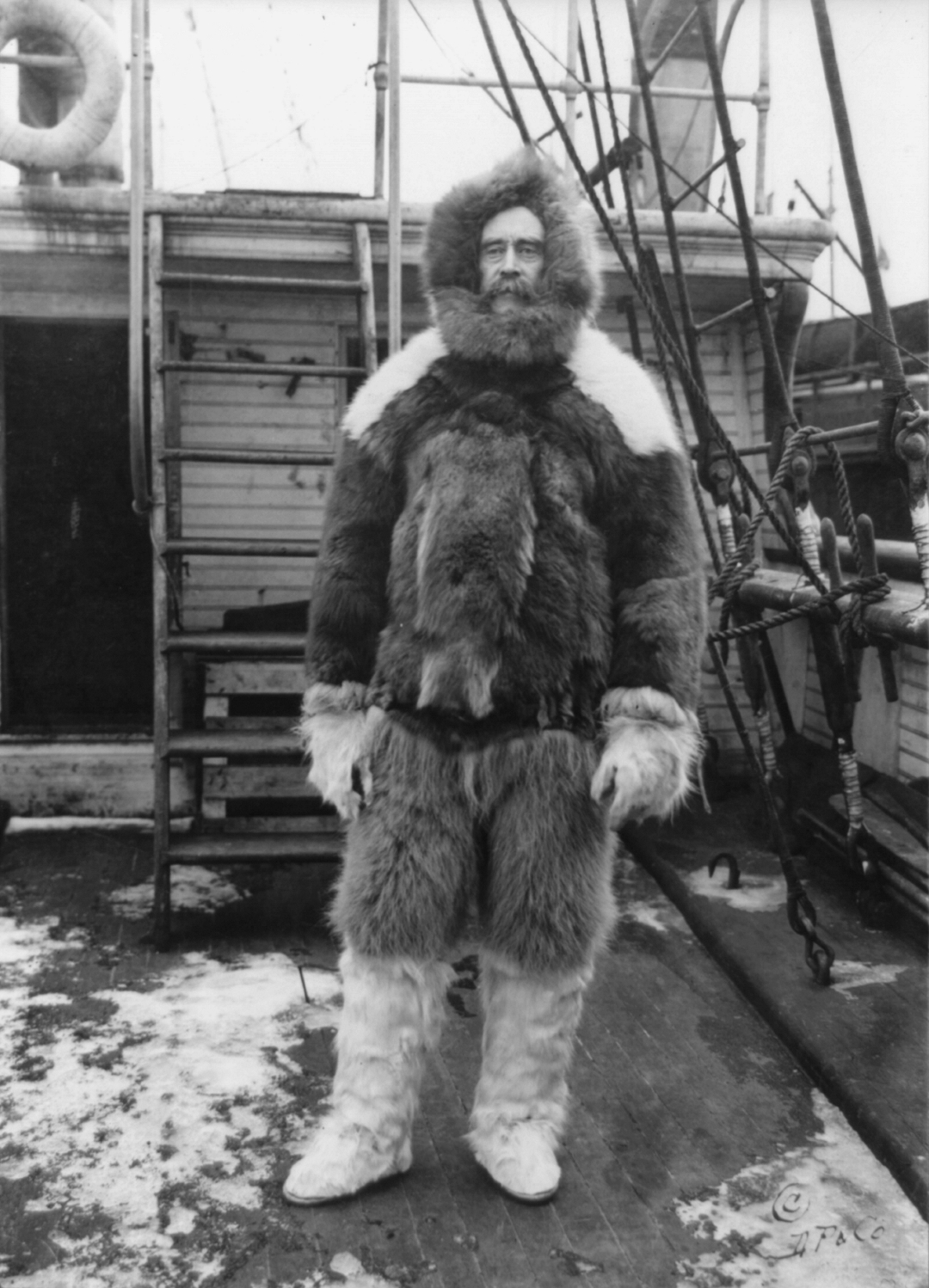
Дослідник Роберт Пірі вперше побачив Кафеклуббен

Вважається, що острів вперше побачив американський дослідник Роберт Пірі 1900 року, однак його вперше відвідали лише 1921. Саме тоді, ступивши на землю острова данський дослідник Лауге Кох дав йому назву на честь кавового клубу Геологічного музею Копенгагенського університету.
До 1969 року найпівнічнішою точкою на суші вважався мис Морріс-Джесуп, однак того року канадська команда визначила, що північний кінець Кафеклуббена на 750 метрів далі на північ, ніж північна точка мису Морріс-Джесуп, що змінило найпівнічнішу точку суходолу.
З того часу, ще північніше були знайдені декілька гравійних мілин, найбільш значуща з них — Оодак, на якій 1978 року побувала данська експедиція, яка проводила повторні заміри Кафеклуббену. Однак існує дискусія, чи можна вважати Оодак та йому подібні гравійні мілини суходолом та враховувати при визначенні рекордсмена, адже такі мілини рідко існують над поверхнею тривалий час — їх регулярно поглинають рухлива морська крига, вони переміщуються під дією хвиль чи поглинаються океаном.

## Флора
Попри суворі кліматичні умови, на Кафеклуббен є флора — не лише різні мохи, печіночники та лишайники, а й квітучі рослини: ломикамінь супротивнолистий (Saxifraga oppositifolia) та мак полярний (Papaver radicatum).